# 20 ноември
20 ноември е 324-тият ден в годината според григорианския календар (325-и през високосна). Остават 41 дни до края на годината.

## Събития
- 284 г. – Диоклециан става римски император.
- 1194 г. – Палермо (Сицилия) е завладян от император Хайнрих VI.
- 1541 г. – Жан Калвин представя теорията си за реформиране на църквата.
- 1789 г. – Ню Джърси става първият щат, който ратифицира Конституцията на Съединените щати.
- 1791 г. – Във Виена австрийският композитор Волфганг Амадеус Моцарт пада проснат на смъртното си легло като последица от тежко заболяване, което ще сложи край на живота му петнадесет дни след това.
- 1818 г. – Симон Боливар обявява Венецуела за независима държава.
- 1872 г. – В Солун Неделя Петкова основава женското дружество Възрождение, което дава начало на девическото образование в България.
- 1910 г. – В Мексико избухва буржоазна революция.
- 1914 г. – България обявява неутралитет в Първата световна война.
- 1917 г. – Първата световна война: Великобритания за първи път използва танкове в бойните действия.
- 1917 г. – Украйна става република.
- 1926 г. – Великобритания предоставя на Канада, Австралия, Нова Зеландия и ЮАР правото на самоопределение.
- 1940 г. – Втората световна война: Унгария се присъединява към Тристранния пакт.
- 1945 г. – Започват Нюрнбергските процеси, които са съдебни дела срещу 24 видни нацистки военнопрестъпници от Втората световна война, 12 от които са осъдени на смърт.
- 1959 г. – Общата асамблея на ООН приема Декларация за правата на детето.
- 1962 г. – Карибската криза: След като СССР приключва с демонтажа на ядрените си установки в Куба, САЩ вдига блокадата на Карибските острови.

- 1970 г. – В Парагвай е основан футболен клуб Терсеро де Фебреро.
- 1971 г. – Самолетът при полет 825 на „Чайна Еърлайнс“ е взривен над Пенху, Тайван от поставена на борда терористична бомба и убива всички 25 души на борда.
- 1974 г. – Самолетът при полет 540 на „Луфтханза“ се разбива на летището в Найроби, Кения и убива 54 пътници и 5 членове на екипажа на борда.
- 1975 г. – В Испания умира диктаторът Франсиско Франко.
- 1979 г. – Около 200 сунитски мюсюлмани превземат мюсюлманския храм Кааба в Мека, Саудитска Арабия, по време на поклонението и вземат около 6000 заложника. Правителството на Саудитска Арабия получава помощ от пакистанските специални сили за потушаване на въстанието.
- 1985 г. – Пуснат е Microsoft Windows 1.0.
- 1989 г. – Нежната революция: Броят на протестиращите в Прага, Чехословакия, нараства от 200 000 предния ден, до половин милион.
- 1990 г. – Арестуван е украинския сериен убиец Андрей Чикатило.
- 1998 г. – Изстрелян е първият модул на Международната космическа станция – Заря.
- 2003 г. – В Истанбул избухват няколко бомби като атентат срещу британски институции, при което загиват 27 души.
- 2003 г. – В Москва е учредено международно евразийско движение.
- 2022 г. – Започва Световното първенство по футбол в Катар.

## Родени
- 270 г. – Максимин Дая, римски император († 313 г.)
- 1602 г. – Ото фон Гьорике, немски физик († 1686 г.)
- 1621 г. – Авакум Петрович, руски писател († 1682 г.)
- 1761 г. – Пий VIII, римски папа († 1830 г.)
- 1813 г. – Франц Миклошич, словенски славист († 1891 г.)
- 1858 г. – Селма Лагерльоф, шведска писателка, Нобелова лауреатка през 1909 г. († 1940 г.)
- 1859 г. – Рачо Хаджиев, български полковник († 1925 г.)
- 1874 г. – Николае Бацария, румънски писател († 1952 г.)
- 1875 г. – Йосиф Хербст, български журналист († 1925 г.)
- 1885 г. – Боян Смилов, български политик († 1947 г.)
- 1889 г. – Едуин Хъбъл, американски астроном († 1953 г.)
- 1895 г. – Трифон Трифонов, български военен деец († 1945 г.)
- 1900 г. – Янко Янев, български философ († 1945 г.)
- 1904 г. – Орлин Василев, български писател († 1977 г.)
- 1907 г. – Михай Бенюк, румънски поет († 1988 г.)
- 1912 г. – Ото фон Хабсбург, германски политик († 2011 г.)
- 1920 г. – Михаил Лъкатник, български поет († 1974 г.)
- 1921 г. – Никола Дадов, български актьор († 2005 г.)
- 1923 г. – Надин Гордимър, южноафриканска писателка, Нобелов лауреат († 2014 г.)
- 1924 г. – Беноа Манделброт, френски математик († 2010 г.)
- 1924 г. – Йордан Миланов, български генерал († 2020 г.)
- 1925 г. – Мая Плисецкая, руска балерина († 2015 г.)
- 1925 г. – Робърт Кенеди, американски политик († 1968 г.)
- 1928 г. – Алексей Баталов, руски актьор († 2017 г.)
- 1934 г. – Лев Полугаевски, руски шахматист († 1995 г.)
- 1942 г. – Джо Байдън, американски политик
- 1944 г. – Кирил Райков, български футболист
- 1947 г. – Джо Уолш, американски музикант (Игълс)
- 1948 г. – Барбара Хендрикс, оперна певица
- 1948 г. – Джон Болтън, американски политик
- 1952 г. – Бранимир Балачев, български политик и адвокат
- 1954 г. – Тодор Марев, български футболист
- 1954 г. – Петър Аврамов (застраховател), български икономист и застраховател
- 1956 г. – Бо Дерек, американска актриса
- 1959 г. – Шон Йънг, американска актриса
- 1963 г. – Петко Ст. Петков, български историк
- 1964 г. – Джим Брикман, американски композитор
- 1971 г. – Весела Нейнски, българска певица
- 1976 г. – Николай Чалъков, български футболист
- 2000 г. – Кони Талбот, британска певица

## Починали
- 303 г. – Дазий Доростолски, християнски мъченик (* ?)
- 1316 г. – Жан I, крал на Франция (* 1316 г.)
- 1651 г. – Миколай Потоцки, коронован хетман на Полша (* 1595 г.)
- 1678 г. – Карел Дюжарден, нидерландски художник
- 1907 г. – Иван Димов – Пашата, български революционер (* 1878 г.)
- 1910 г. – Лев Толстой, руски писател (* 1828 г.)
- 1918 г. – Йон Бауер, шведски художник (* 1882 г.)
- 1925 г. – Александра Датска, кралица на Великобритания
- 1925 г. – Стефан Жеромски, полски писател (* 1864 г.)
- 1934 г. – Вилем де Ситер, нидерландски астроном (* 1872 г.)
- 1945 г. – Франсиз Астън, британски физико-химик, Нобелов лауреат през 1922 г. (* 1877 г.)
- 1947 г. – Волфганг Борхерт, немски поет и белетрист и драматург
- 1947 г. – Георг Колбе, германски скулптор (* 1877 г.)
- 1949 г. – Рейджиро Вакацуки, Министър-председател на Япония
- 1953 г. – Цено Тодоров, български художник (* 1877 г.)
- 1975 г. – Франсиско Франко, испански генерал и диктатор (* 1892 г.)
- 1976 г. – Трофим Лисенко, украински генетик (* 1898 г.)
- 2000 г. – Вячеслав Котьоночкин, руски аниматор и кинорежисьор (* 1922 г.)
- 2002 г. – Михаил Кантарджиев, български шахматист
- 2006 г. – Робърт Олтмън, американски режисьор и продуцент (* 1925 г.)

## Празници
- УНИЦЕФ – Световен ден на децата (от 1954 г.)
- Бразилия – Ден на Зумби (последен лидер на държавата на робите-бегълци Киломбо дос Палмарес)
- Виетнам – Ден на учителя
- Мексико – Годишнина от революцията (1910 г.)